# Punta Pacifica
Punta Pacifica è una zona di terra sottratta al mare, situata nel corregimiento di San Francisco a Panama. Si tratta di una zona residenziale realizzata pochi anni fa, nel centro della città di fronte all'Oceano Pacifico, a 15 minuti dall'Aeroporto Internazionale di Tocumen, vicino al quartiere finanziario. La zona è caratterizzata da un alto sviluppo immobiliare ed è una delle più esclusive della Repubblica di Panama. È stato costruito un ospedale con la più avanzata tecnologia disponibile, l'unico ospedale in America Centrale che collabora al programma della Johns Hopkins Medicine International, e che ospita numerosi pazienti stranieri ogni anno.